# Lauzerville
Lauzerville (okzitanisch Lauservila) ist eine französische Gemeinde mit 1.606 Einwohnern (Stand: 1. Januar 2022) im Département Haute-Garonne  in der Region Okzitanien. Sie gehört zum Arrondissement Toulouse und zum Kanton Escalquens. Die Einwohner werden Lauzervillois genannt.

## Geographie
Lauzerville liegt etwa zehn Kilometer südöstlich von Toulouse in der Landschaft Lauragais an den Flüssen Saune und Marcaissonne. Umgeben wird Lauzerville von den Nachbargemeinden Quint-Fonsegrives im Nordwesten und Norden, Aigrefeuille im Norden und Nordosten, Sainte-Foy-d’Aigrefeuille im Osten, Auzielle im Süden  sowie Saint-Orens-de-Gameville im Westen.

## Bevölkerungsentwicklung
| Jahr                       | 1962 | 1968 | 1975 | 1982 | 1990 | 1999 | 2006 | 2013 | 2020 |
| Einwohner                  | 113  | 158  | 219  | 285  | 405  | 873  | 1074 | 1513 | 1653 |
| Quellen: Cassini und INSEE |      |      |      |      |      |      |      |      |      |

## Sehenswürdigkeiten
- Kirche Saint-Michel aus dem 19. Jahrhundert
- Wasserturm